# Algèbre de composition
En mathématiques, les algèbres de composition sur un corps commutatif sont des structures algébriques qui généralisent simultanément le corps des nombres complexes, le corps non commutatif des quaternions de Hamilton et l'algèbre des octonions de Cayley.
Dans cet article, on note K un corps commutatif (de caractéristique quelconque), et les algèbres ne sont pas supposées être associatives ni – a priori du moins – de dimension finie.

## Définition
Une algèbre de composition sur K est une algèbre A sur K (non nécessairement associative ou pas nécessairement de dimension finie) qui est unitaire telle qu'il existe une forme quadratique q sur l'espace vectoriel sous-jacent à A qui est non dégénérée (c'est-à-dire dont la forme bilinéaire symétrique φ associée à q est non dégénérée), telle que q(1) = 1 et telle que, quels que soient les éléments x et y de A, q(xy) = q(x)q(y), et il existe alors une unique telle forme quadratique q, et, pour tout élément x de A, on note N(x) et on appelle norme de x (à ne pas confondre avec une norme d'algèbre) le scalaire q(x) de K. Quels que soient les éléments x et y de A, on note N(x, y) l'élément φ(x, y) = q(x + y) – q(x) – q(y) de K.
Exemples
- Si K est le corps R des nombres réels, alors le corps R, le corps C des nombres complexes, le corps H des quaternions de Hamilton et l'algèbre O des octonions de Cayley sont des algèbres de composition, où, pour tout élément x de cette algèbre, N(x) est le carré de la norme euclidienne de x.
- Si la caractéristique de K est différente de 2, K est une algèbre de composition sur K, et pour tout élément x de K, on N(x) = x2.
- Toute algèbre étale quadratique sur K est une algèbre de composition sur K. En particulier, l'algèbre produit K × K est une algèbre de composition et toute extension quadratique séparable de K est une algèbre de composition (si la caractéristique de K est différente de 2, toute extension quadratique est séparable).
- Toute algèbre de quaternions sur K est une algèbre de composition sur K. En particulier l'algèbre M2(K) des matrices carrées d'ordre 2 est une algèbre de composition.
- Toute algèbre d'octonions sur K est une algèbre de composition sur K (non associative (en)).

Toute algèbre de composition A sur K est alternative (c'est-à-dire que, quels que soient les éléments x et y de A, la sous-algèbre unitaire de A engendrée par x et y est associative).
Pour tout surcorps commutatif L de K, la L-algèbre L ⊗K A déduite d'une algèbre de composition A sur K par extension des scalaires de K à L est une algèbre de composition sur L.

## Trace et conjugaison
On note A une algèbre de composition sur K.
Pour tout élément x de A, on appelle trace de x et on note T(x) l'élément N(x, 1) = N(x + 1) – N(x) – 1 de K.
Pour tout élément x de A, on appelle conjugué de x et on note x l'élément T(x).1 – x de A.
Voici des propriétés de la conjugaison, de la norme et de la trace
- L'application x ↦ x de A dans A est un antiautomorphisme involutif de l'algèbre A : elle est K-linéaire et quels que soient les éléments x et y de A, on a xy = y x et le conjugué du conjugué de x est x.
- Pour tout élément x de A, on N(x) = x x et T(x) = x + x.
- La fonction x ↦ T(x) de A dans K est une forme linéaire non identiquement nulle.
- T(1) = 2.
- Quels que soient x et y dans A, on a T(xy) = N(x + y) – N(x) – N(y).
- Pour qu'un élément x de A soit inversible dans A (c'est-à-dire tel qu'il existe un élément y de A tel que xy = yx = 1, et il existe alors un unique tel élément, que l'on note x–1), il faut et il suffit que N(x) soit non nul, et alors x–1 = x/N(x).
- Si A est associative, la fonction x ↦ N(x), du groupe A* des éléments inversibles de A dans K, est un morphisme de groupes.

Une propriété fondamentale est la suivante : pour tout élément x de A, on a 

## Classification des algèbres de composition

### Quatre familles d'algèbres de composition
Toute algèbre de composition sur K est de dimension finie sur K, sa dimension est égale à 1, 2, 4 ou 8 (le cas de dimension 1 ne pouvant se produire que si la caractéristique de K est différente de 2).
- Si la caractéristique de K est différente de 2, alors K est la seule algèbre de composition de dimension 1 sur K (à isomorphisme canonique près).
- Les algèbres de composition de dimension 2 sur K ne sont autres que les algèbres étales quadratiques sur K. Elles sont donc isomorphes à K × K, ou ce sont des extensions quadratiques séparables sur K (et réciproquement). En caractéristique 2, toute extension quadratique est séparable.
- Les algèbres de composition de dimension 4 sur K ne sont autres que les algèbres de quaternions sur K.
- Les algèbres de composition de dimension 8 sur K sont appelées algèbres d'octonions sur K. Ce sont les seules algèbres de composition sur K qui sont non associatives.

### Algèbres de composition déployées et algèbres à division de composition
On dit qu'une algèbre de composition A sur K est déployée s'il existe un élément non nul x de A tel que N(x) = 0, c'est-à-dire qui n'est pas inversible dans A.
Pour que deux algèbres de composition déployées sur K soient isomorphes, il faut et il suffit que leurs dimensions soient égales. Il existe des algèbres de composition déployées de dimension 2, 4 et 8 sur K, et il n'en existe pas de dimension 1.
Exemple
- Les algèbres de composition déployées de dimension 2 sur K sont isomorphes à K × K.
- Les algèbres de composition déployées de dimension 4 sur K sont isomorphes à M2(K).
- Les algèbres de composition déployées de dimension 8 sur K sont isomorphes à l'algèbre des matrices-vecteurs de Zorn sur K (même définition que sur le corps R des nombres réels, et on remplace les nombres réels par des éléments de K, y compris dans la définition du produit vectoriel de vecteurs de R3).

On appelle algèbre à division de composition sur K toute algèbre de composition sur K qui n'est pas déployée, c'est-à-dire dont tout élément non nul est inversible. Il se peut qu'il n'existe pas de telles algèbres de composition sur K, c'est-à-dire que toute algèbre de composition sur K soit déployée.
Les algèbres à division de composition sur K sont :
- K en dimension 1 ;
- les extensions quadratiques séparables de K en dimension 2 ;
- les corps de quaternions sur K en dimension 4.
- En dimension 8, les algèbres à division de composition sur K sont appelées algèbres à division d'octonions sur K.

La classification des algèbres de composition sur K se réduit donc à celle des algèbres à division de composition. Le fait que la liste ci-dessus les épuise se déduit essentiellement des deux lemmes suivants, pour toute algèbre de composition A :
- Si D ≠ A est une sous-algèbre de composition de dimension finie et a un élément de A orthogonal à D et de norme non nulle, alors D⊕Da est une sous-algèbre de composition, de dimension double de celle de D.
- Si D ≠ A est une sous-algèbre de dimension finie, alors D est associative.

## Algèbres de composition sur certains corps commutatifs
Sur le corps R des nombres réels, tout algèbre de composition est soit déployée, soit une algèbre normée à division (en), isomorphe au corps R des nombres réels, ou au corps C des nombres complexes ou au corps H des quaternions de Hamilton ou à l'algèbre O des octonions de Cayley. C'est un théorème de Hurwitz.
Sur un corps algébriquement clos (ou plus généralement séparablement clos), par exemple sur le corps C des nombres complexes, toute algèbre de composition est soit le corps des scalaires, soit déployée.
Sur un corps fini, les algèbres de composition sont soit le corps des scalaires, soit déployées ou soit les extensions quadratiques.